# 南元宿
南元宿（みなみもとじゅく）は、埼玉県さいたま市桜区の町丁および大字。現行行政地名は南元宿一丁目、南元宿二丁目および大字南元宿。町丁は住居表示実施地区。郵便番号は338-0831。

## 地理
さいたま市桜区東部の沖積平野に位置する。東側から南側にかけて西堀、西側を町谷、北側を中島と接する。南与野駅からも近く、工場等が混在する住宅地域である。地区内には旧入間川の流路跡があり、現在も小さな排水路などが残る。荒川の堤外地（河川敷）にある飛地は大字南元宿として残り、ゴルフ場などとして利用されている。飛地以外の全域が市街化区域である。北部の境界付近では4車線の都市計画道路道場三室線の建設が進み、2024年（令和6年）3月13日に暫定2車線で開通した。

### 地価
住宅地の地価は、2005年（平成17年）1月1日の公示地価によれば南元宿2-9-3の地点で19万7000円/m2となっている。

## 歴史
もとは江戸期より存在した武蔵国足立郡与野領に属する本宿村であった。本宿村は元宿村とも書かれた。村高は「武蔵田園簿」では121石（田86石、畑34石）、「元禄郷帳」では125石、「天保郷帳」では137石。助郷は中山道浦和宿に出役していた。村の規模は東西2町南北1町であった。
- 発足当初は幕府領で、正保年間頃に一時的に知行が旗本宮崎氏となる時期があった[9]が、後に幕府領に戻る。なお、検地は1587年（天正19年）に実施[10]。また、平野原に持添新田を領していた[9][10]。
- 幕末時点では足立郡元宿村であった。明治初年の『旧高旧領取調帳』の記載によると、代官大竹左馬太郎支配所が管轄する幕府領であった[11]。
- 1868年（慶応4年）6月19日：旧幕府領が武蔵知県事・山田政則（忍藩士）の管轄となる。
- 1869年（明治2年） 
  - 1月13日：武蔵知県事・宮原忠英の管轄区域に大宮県を設置。県庁は東京府馬喰町に置かれる。
  - 9月29日：県庁が浦和に置かれ、浦和県に改称。
- 1871年（明治4年）11月13日：第1次府県統合により埼玉県の管轄となる。
- 1879年（明治12年）3月17日：郡区町村編制法により成立した北足立郡に属す。郡役所は浦和宿に設置。それに伴い、郡内にある同名の村（現在の北本市北本宿）と区別するために南を冠称し、南元宿村と改称した[9][12]。
- 1889年（明治22年）4月1日：町村制施行に伴い、南元宿、西堀、関、鹿手袋、田島、新開、道場、与野領町谷、栄和、中島、山窪の十一村が合併し、土合村が成立[13]。土合村の大字南元宿となる[12]。南本宿とも書かれた[12]。
- 1955年（昭和30年）1月1日：土合村が大久保村とともに浦和市へ編入され[14]、浦和市の大字となる。
- 1965年（昭和40年）12月25日：地内に浦和すみれ幼稚園が開園（認可）される。
- 1979年（昭和54年）6月2日：一部が新たに成立した大字油面の一部となる[15]。
- 1985年（昭和60年）8月1日：住居表示実施により、大字南元宿の一部が新開および町谷二丁目 - 四丁目の各一部となる[15]。
- 1986年（昭和61年）8月1日：住居表示実施により、大字南元宿・大字町谷・大字中島の各一部から南元宿一丁目・二丁目が成立[15]。また、大字南元宿の一部が町谷一丁目の一部となる。
- 2001年（平成13年）5月1日：浦和市・大宮市・与野市が合併し、さいたま市が発足。同市の町丁および大字となる。
- 2003年（平成15年）4月1日：さいたま市が政令指定都市へ移行し、同市桜区の町丁および大字となる。
- 2024年（令和6年）3月13日：都市計画道路道場三室線の与野中央通りから国道17号新大宮バイパスまでの区間が暫定2車線で開通する[8]。

## 世帯数と人口
2017年（平成29年）9月1日時点の世帯数と人口は、以下のとおりである。
| 丁目         | 世帯数    | 人口    |
| ------------ | --------- | ------- |
| 南元宿一丁目 | 527世帯   | 1,168人 |
| 南元宿二丁目 | 1,112世帯 | 2,458人 |
| 計           | 1,639世帯 | 3,626人 |

## 小・中学校の学区
市立小・中学校に通う場合、学区（校区）は以下のとおりとなる。
| 丁目         | 区域 | 小学校                 | 中学校                 |
| ------------ | ---- | ---------------------- | ---------------------- |
| 南元宿一丁目 | 全域 | さいたま市立土合小学校 | さいたま市立土合中学校 |
| 南元宿二丁目 | 全域 | さいたま市立中島小学校 | さいたま市立土合中学校 |

## 交通
地内に鉄道路線は通っていない。最寄り駅は地点によって異なり、東日本旅客鉄道（JR東日本）埼京線の中浦和駅、同南与野駅、同武蔵野線の西浦和駅のいずれかである。南与野駅は、南元宿2-9-3の地点から約900 mの位置にある。

### 道路
- 埼玉県道57号さいたま鴻巣線（新六間道路[17]） - 旧県道井戸木中野林浦和線[6]
  - 日向坂
- 埼玉県道165号大谷本郷さいたま線 - 旧県道浜崎蕨線[6]

## 施設
浦和市消防本部西部出張所（後の浦和市西消防署からさいたま市浦和西消防署、現桜消防署）が地内に設置されていた。
- JAさいたま土合支店 - 浦和市役所土合支所があった[6]。敷地内に土合村役場跡の碑が立てられている。
- 浦和すみれ幼稚園
- 若草保育園
- 南元宿氷川神社
- 南元宿自治会館
- 中元公園[17]
- 中元児童公園
- 南本宿仲よし公園
- 浦和ゴルフ倶楽部（一部） - 飛地に位置する